# Clarissa Claretti
Clarissa Claretti (née le 7 octobre 1980 à Fermo) est une athlète italienne, spécialiste du lancer du marteau.

## Biographie
Clarissa Claretti a été championne d'Italie en 2002, 2006 et 2007.
Son record personnel est de 71,98 m obtenu à Ascoli Piceno, le 5 mars 2006. En 2007, son meilleur lancer est de 71,27 m (Bari le 4 mars 2007). 
Elle s'est qualifiée pour la finale des championnats du monde d'athlétisme 2007 avec 69,53 m (6e place), obtenu au 3e et dernier essai, après deux essais nuls. Elle se qualifie également pour la finale des championnats du monde 2009 et termine 8e avec 71,56 m au premier essai.

## Palmarès
| Date | Compétition                             | Lieu      | Résultat | Marque  |
| ---- | --------------------------------------- | --------- | -------- | ------- |
| 2009 | Jeux méditerranéens                     | Pescara   | 2e       | 69,35 m |
| 2009 | Coupe d'Europe hivernale des lancers    | Yalta     | 3e       | 67,17 m |
|      | finale des CM                           | Stuttgart | 5e       | 66,87 m |
| 2006 | finale des CE                           | Göteborg  | 7e       | 69,78 m |
|      | Coupe d'Europe hivernale des lancers    | Tel Aviv  | 5e       | 68,79 m |
|      | XXIIIe Universiade                      | Smyrne    | 4e       | 69,35 m |
| 2007 | championnats du monde d'athlétisme 2007 | Helsinki  | 9e       | 64,76 m |
| 2009 | championnats du monde d'athlétisme 2009 | Berlin    | 8e       | 71,56 m |